# Церква Різдва Пресвятої Богородиці (Рибники)
Церква Різдва Пресвятої Богородиці в Рибниках — однойменні парафії і храми греко-католицької та православної громад у селі Рибники Тернопільського району Тернопільської области. Давній храм є пам'яткою архітектури місцевого значення.

## Історія церкви
Греко-католицька парафія в селі Рибники була відновлена у 1991 році, а новий храм збудовано у 1997 році на пожертви місцевої громади.
До 1946 року всі жителі села були греко-католиками, але в 1990–1991 роках громада розділилася на дві конфесії: УГКЦ та УАПЦ. Старий греко-католицький храм, збудований у 1881 році, відійшов православній громаді.
Новий храм греко-католицької парафії у 2001 році освятив владика Михаїл Сабрига.
У 2001 році владика Михаїл Сабрига здійснив єпископську візитацію греко-католицької парафії.
При парафії діють братство Матері Божої Неустанної Помочі та спільнота «Матері в молитві».

## Парохи
УГКЦ
- о. Василь Целевич ([1832]—1847),
- о. Михайло Застирець (1847+, адміністратор),
- о. Микола Стрільбицький (1847—1848),
- о. Антін Лейогубський (1848—1892+),
- о. Михайло Мосора (1892—1893, адміністратор; 1887—1892, сотрудник),
- о. Іван Габрусевич (1893—1922+),
- о. Василь Танчак (1922—1929, адміністратор),
- о. Іван Заверуха (1929—[1944]),
- о. Кордуба,
- о. Іван Заверуха,
- о. Петро Половко,
- о. Володимир Заболотний,
- о. Михайло Коваль,
- о. Петро Сташків (з березня 1997).

ПЦУ
- о. Тарас Зоренний — нині[2].